# 武將爭霸
《三國志武將爭霸》是台灣熊貓軟體在1993年發行的一隻電腦二維格鬥遊戲，以三國時代為背景。設定人物有曹操、曹魏武將徐晃、夏侯淵、夏侯惇、許褚、典韋，蜀漢武將關羽、張飛、趙雲、馬超、黃忠，再加上呂布，總共12名武將。此遊戲風行一時，是熊貓公司的代表作之一。
1995年發行《武將爭霸2》，曹魏武將增加了張遼，以及孫吳武將甘寧、太史慈、黃蓋、孫策，另外取消曹操親自上陣格鬥。

## 人物
| 人物   | 其主公 | 第一代統一天下模式可選？ | 第一代武將爭霸﹑雙人對決模式可選？ | 第二代可選？               |
| ------ | ------ | ------------------------ | ---------------------------------- | -------------------------- |
| 關羽   | 劉備   | 是                       | 是                                 | 是                         |
| 張飛   | 劉備   | 是                       | 是                                 | 是                         |
| 趙雲   | 劉備   | 是                       | 是                                 | 是                         |
| 馬超   | 劉備   | 是                       | 是                                 | 是                         |
| 黃忠   | 劉備   | 是                       | 是                                 | 是                         |
| 劉備   | 劉備   | 否，主公                 | 否，未登場                         | 否，主公，限統一天下模式   |
| 諸葛亮 | 劉備   | 否，軍師                 | 否，未登場                         | 否，軍師，限統一天下模式   |
| 夏侯惇 | 曹操   | 否，敵將                 | 是                                 | 是                         |
| 夏侯淵 | 曹操   | 否，敵將                 | 是                                 | 是                         |
| 徐晃   | 曹操   | 否，敵將                 | 是                                 | 是                         |
| 許褚   | 曹操   | 否，敵將                 | 是                                 | 是                         |
| 典韋   | 曹操   | 否，敵將                 | 是                                 | 是                         |
| 呂布   | 呂布   | 否，敵將                 | 是                                 | 是，也是統一天下模式的主公 |
| 曹操   | 曹操   | 否，敵將                 | 是                                 | 否，主公，限統一天下模式   |
| 司馬懿 | 曹操   | 否，未登場               | 否，未登場                         | 否，軍師，限統一天下模式   |
| 張遼   | 曹操   | 否，未登場               | 否，未登場                         | 是                         |
| 甘寧   | 孫權   | 否，未登場               | 否，未登場                         | 是                         |
| 太史慈 | 孫權   | 否，未登場               | 否，未登場                         | 是                         |
| 黃蓋   | 孫權   | 否，未登場               | 否，未登場                         | 是                         |
| 孫策   | 孫權   | 否，未登場               | 否，未登場                         | 是                         |
| 孫權   | 孫權   | 否，未登場               | 否，未登場                         | 否，主公，限統一天下模式   |
| 周瑜   | 孫權   | 否，未登場               | 否，未登場                         | 否，軍師，限統一天下模式   |

## 熊貓軟體停業後
2009年2月24日，北美公司Super Fighter Team取得武將爭霸以及其續集的完全合法權利。之後2009年6月18日，遊戲中英文版在正式武將爭霸網站以免費下載發放。2011年2月15日，遊戲更新版也以免費軟體發放，有些顯著變更以及增添内容。也可選日文版。
2013年11月6日，武將爭霸2以免費下載，在正式武將爭霸2網站發放。除英譯外，更新的遊戲也以數種增添、改善的内容為特色。也可選韓文版。